# Бад-Зассендорф
Бад-Зассендорф (нім. Bad Sassendorf) — сільська громада в Німеччині, знаходиться в землі Північний Рейн-Вестфалія. Підпорядковується адміністративному округу Арнсберг. Входить до складу району Зост.
Площа — 63,44 км². Населення становить 12 052 ос. (станом на 31 грудня 2020).

## Географії

### Сусідні міста та громади
Бад-Зассендорф межує з 7 містами / громадами:
- Анрехте
- Ервітте
- Ліппеталь
- Ліппштадт
- Менезе
- Зост
- Варштайн

## Галерея

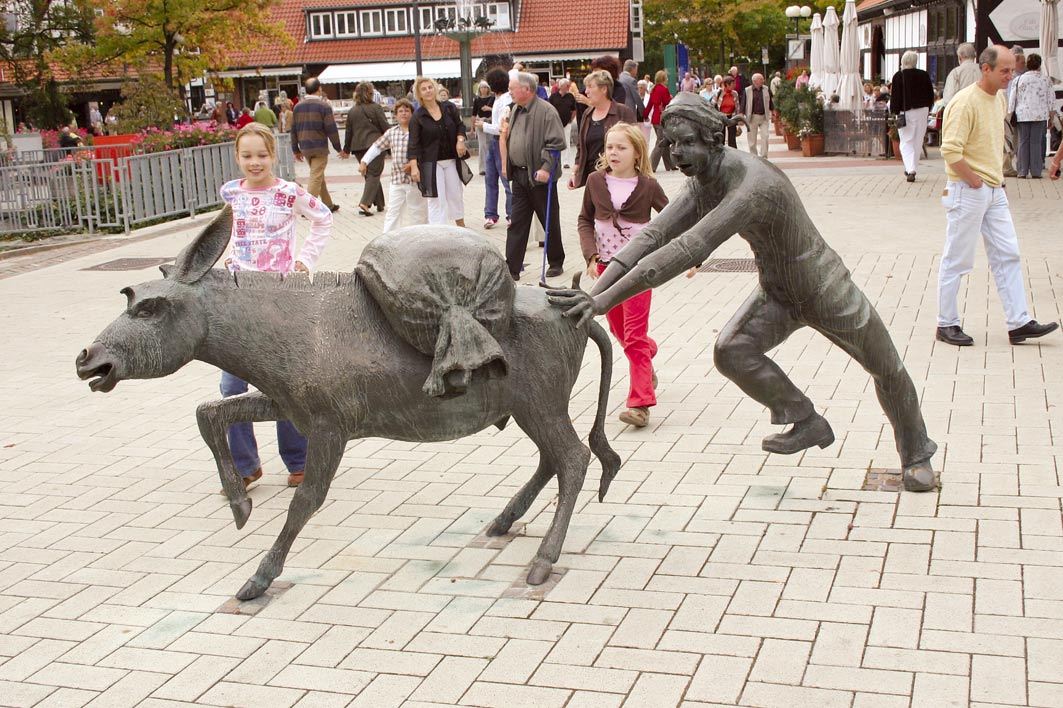
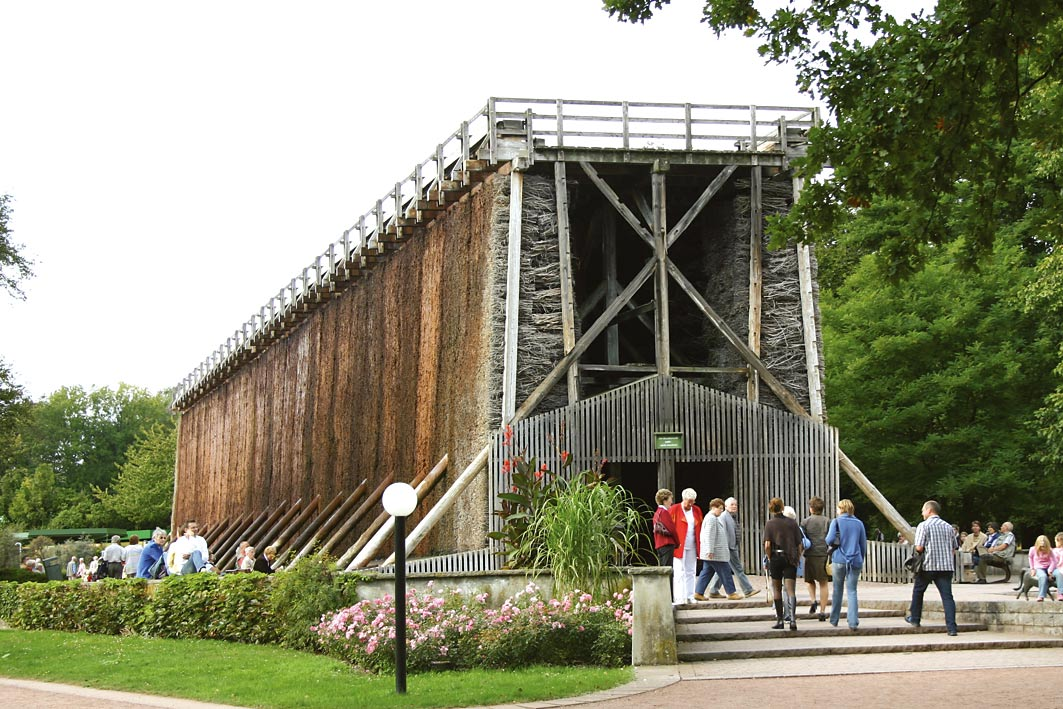
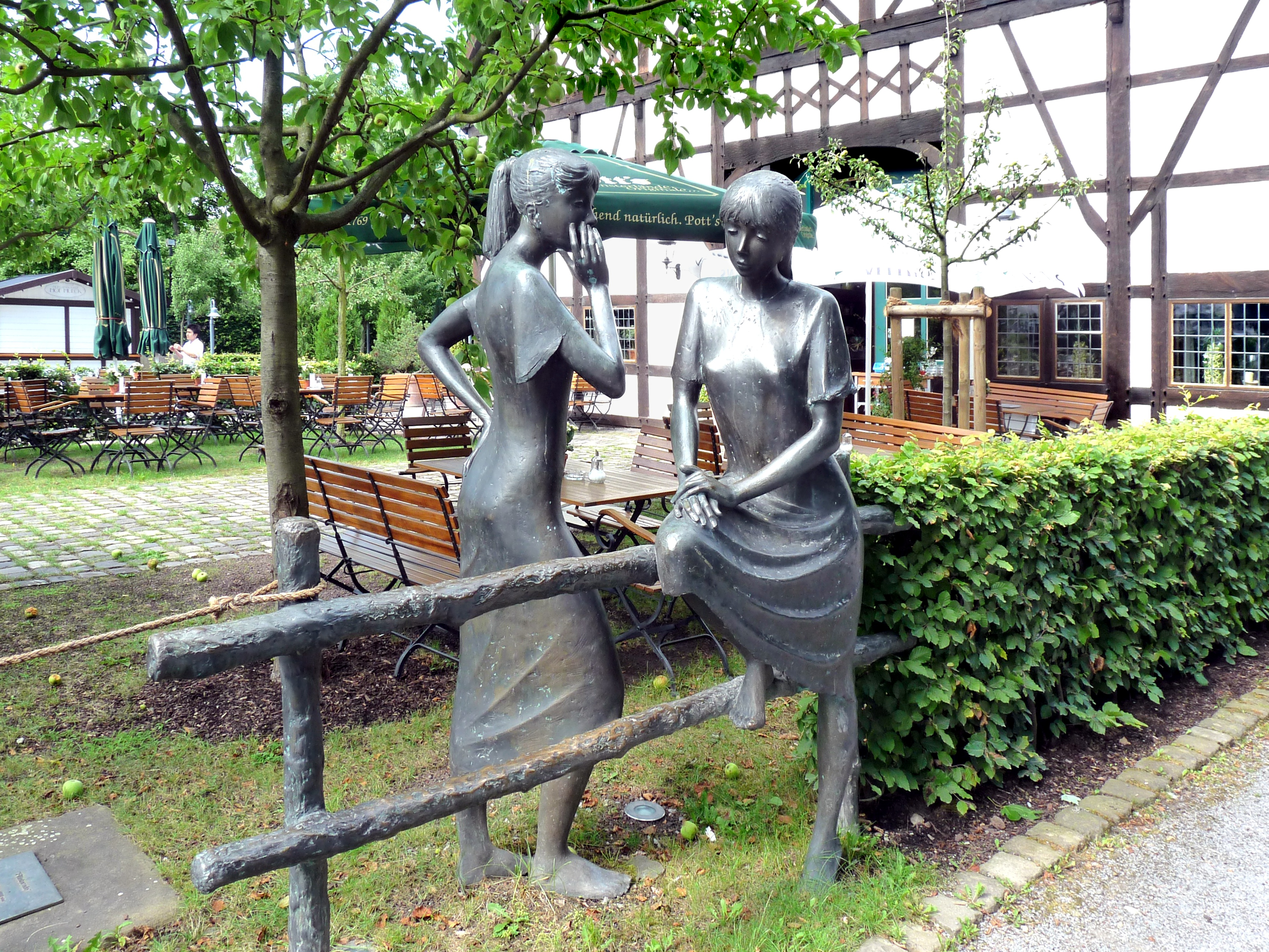
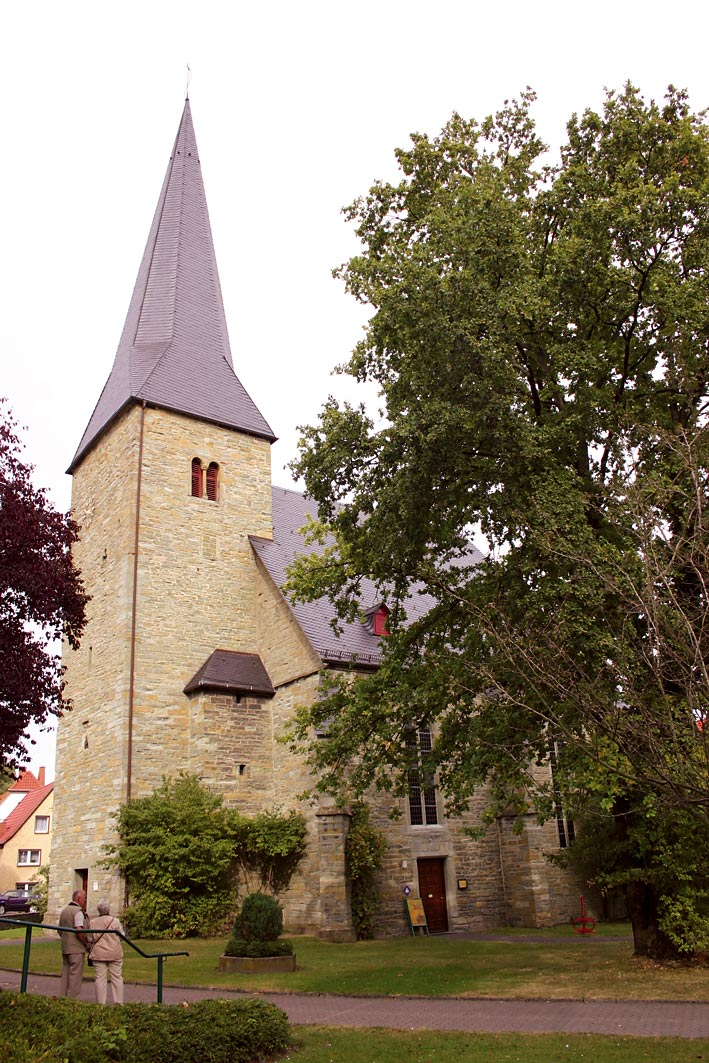
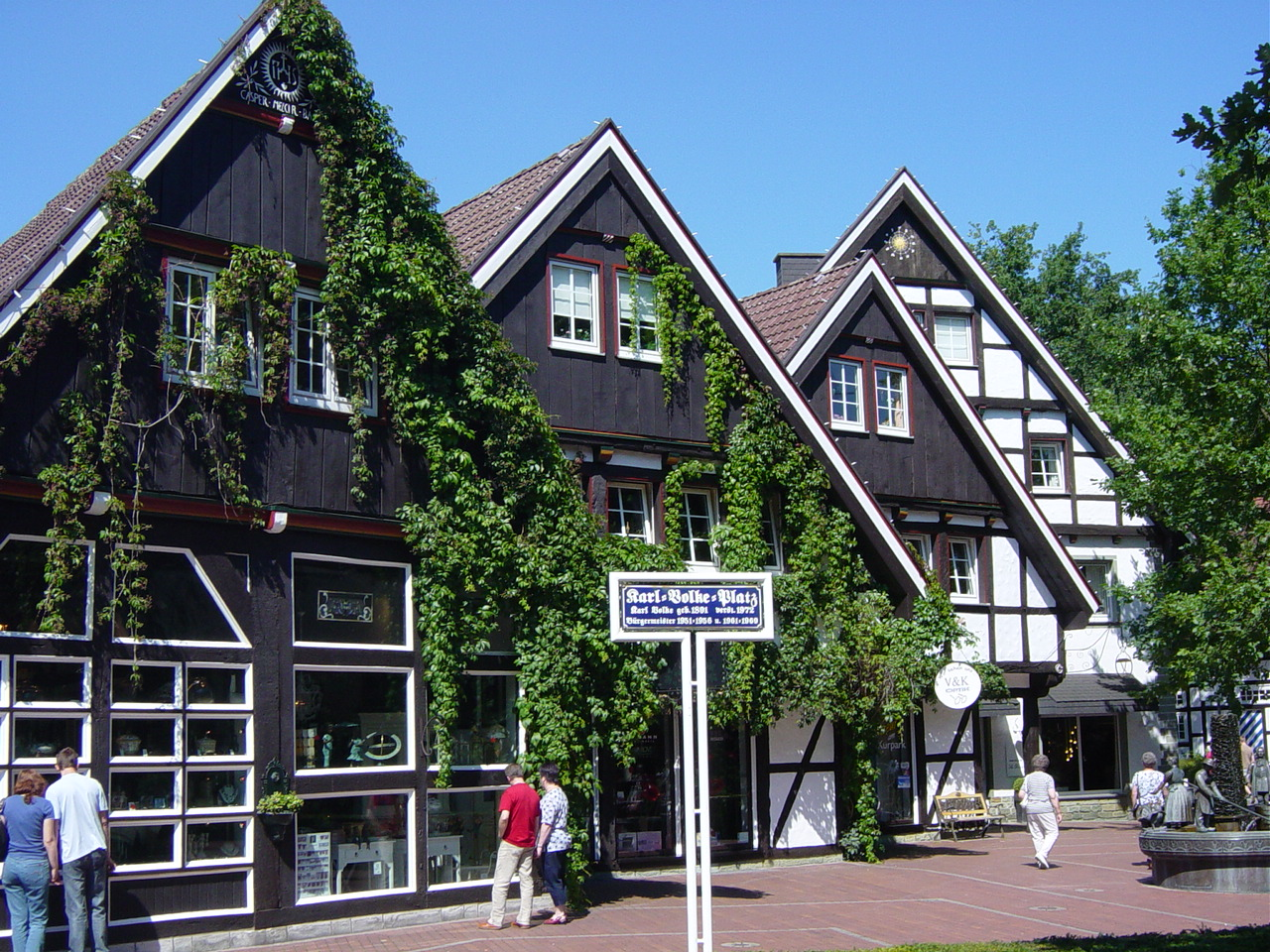
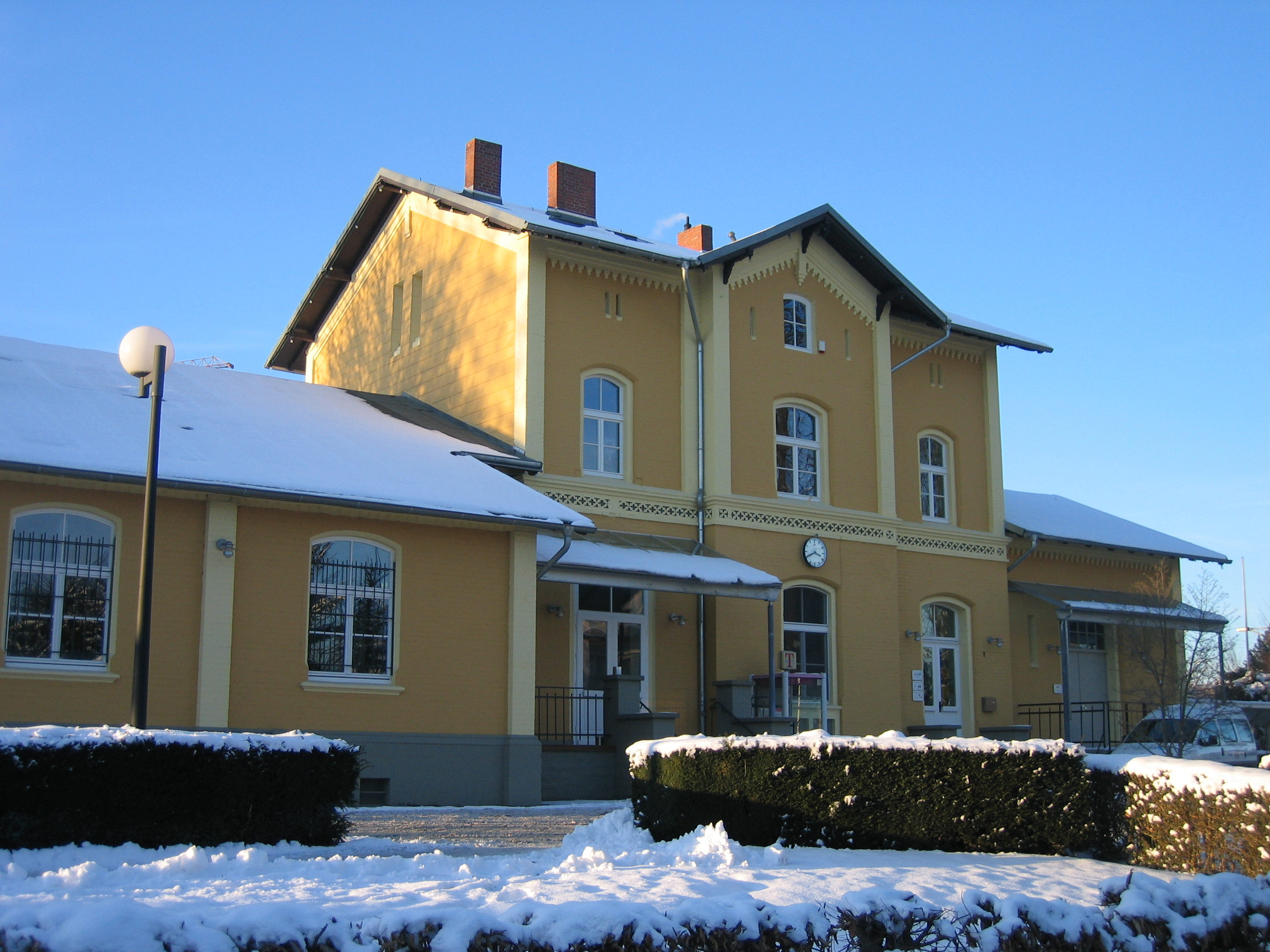

### Адміністративний поділ
Громада  складається з 12 районів:
- Бад-Зассендорф
- Беттінггаузен
- Бойзінгзен
- Ельфзен
- Габрехтен
- Геппен
- Геррінгзен
- Лоне
- Нойенгезеке
- Опмюнден
- Остінггаузен
- Весларн